# Katolická církev v Zambii
Katolická církev v Zambii je křesťanské společenství v jednotě s papežem. Ke katolicismu se v Zambijské republice hlásí asi 3,79 miliónů obyvatel, tzn. asi 30% populace.

## Historie
Dějiny katolické církve v dnešní Zambii sahají dokonce 19. století: sever země byl evangelizován Bílými otci od roku 1889, jižní část  evangelizovali jezuité od roku 1910. Roku 1889 byla zřízena Apoštolská prefektura Ňasko zahrnující část území dnešní Zambie. Roku 1913 vznikl apoštolský vikariát Banguelo. V roce 1879 byla zřízena misie v Zambezi, z níž se roku 1915 stala apoštolská prefektura svěřená jezuitům. V roce 1959 vznikla církevní provincie Severní Rhodésie, přejmenované po osamostatnění na církevní provincii Zambie. Roku 1989 zemi navštívil papež Jan Pavel II.

## Církevní struktura
V Zambii jsou 3 metropolitní diecéze, mezi něž je rozděleno dalších 8 sufragánních diecézí. Liturgickou řečí je angličtina.
- Arcidiecéze Kasama
  - Diecéze Mansa
  - Diecéze Mpika
- Arcidiecéze Lusaka
  - Diecéze Chipata
  - Diecéze Livingstone
  - Diecéze Mongu
  - Diecéze Monze
- Arcidiecéze Ndola
  - Diecéze Kabwe
  - Diecéze Solwezi

## Biskupská konference
Všichni katoličtí biskupové v zemi jsou členy Zambijské biskupské konference (Zambia Conference of Catholic Bishops, ZCCB). Biskupská konference je členem Asociace členů biskupských konferencí východní Afriky (Association of Member Episcopal Conferences in Eastern Africa, AMECEA) a celoafrického Sympozia biskupských konferencí Afriky a Madagaskaru.

## Nunciatura
Svatý stolec je v Zambii reprezentován od roku 1965 apoštolským nunciem, sídlícím v Lusace; obvykle bývá také  apoštolským nunciem v Malawi. Nyní tuto funkci zastává Gian Luca Perici.